# Allô maman bobo
Allô maman bobo est une chanson d'Alain Souchon, auteur-interprète. Ce titre sort tout d'abord en décembre 1977 sur l'album d'Alain Souchon Jamais content, puis fait l'objet d'un single en avril 1978.

## Présentation
Au cours d'un séjour à la montagne, Alain Souchon, âgé de 27 ans, chute à ski, pris dans une avalanche. Son frère, guide de montagne, le rejoint alors et lui fait remarquer qu'il a « crié maman ».  
Dans cette chanson, Alain Souchon explique son mal-être : un physique qu'il juge ingrat, sa fragilité face à la vie et ses tourments, son côté rêveur. Elle évoque aussi la brutalité et l'absurdité de la vie moderne, un des thèmes régulièrement évoqué par Alain Souchon.  
Il s'agit d'une des chansons les plus personnelles d'Alain Souchon et elle est devenue une des chansons les plus emblématiques et les plus célèbres de son répertoire. Son refrain est entré dans la culture populaire.

## Classement et ventes
| Classement    | Meilleure place |
| ------------- | --------------- |
| France (IFOP) | 13e             |
|               |                 |

Le single s'est écoulé à plus de 150 000 exemplaires.

## Reprises et postérité
- En 1997, la chanson a été reprise par les Enfoirés, sur l'album Le Zénith des Enfoirés, avec Catherine Deneuve, Jean-Jacques Goldman,  Laurent Voulzy et Alain Souchon lui-même.
- En 2007, la chanson a été reprise par les Enfoirés, sur l'album La Caravane des Enfoirés, avec Jean-Jacques Goldman.
- En 2015, le chansonnier Frédéric Fromet fait référence à cette chanson d'Alain Souchon dans les paroles de son titre Je suis bobo (« Allô maman je suis un bobo »), interprété d'abord dans le cadre de l'émission de radio Si tu écoutes, j'annule tout puis édité sur son album Ça Fromet !
- En 2017, le groupe Brigitte reprend la chanson dans l'album hommage, Souchon dans l'air.